# 馬拉加瑪麗亞·贊布拉諾車站
馬拉加瑪麗亞·贊布拉諾車站（西班牙語：Estación de Málaga-María Zambrano）是西班牙安達盧西亞自治區馬拉加的主要火車站。2017年，該車站有610萬人次利用。
車站以西班牙哲學家瑪麗亞·贊布拉諾的名字命名。